# シュヴウイア
シュヴウイア（Shuvuuia、シュブーイア）は、白亜紀後期のモンゴルに生息した鳥に似た獣脚類に属する恐竜である。短いながら穴掘りに特化した強力な前肢が特徴的な、小型のコエルロサウルス類であるアルヴァレスサウルス科に属す。タイプ種（唯一の既知種でもある）は Shuvuuia deserti で「砂漠の鳥」の意味である。属名はモンゴル語で鳥を意味する шувуу (shuvuu)に由来し、種小名はラテン語で"砂漠の"の意味である。

## 記載
シュヴウイアは小型軽量な造りの動物で、体長は60 cmほどで既知では最小の恐竜の一つである。頭骨は軽量で、細かい歯の生えた細い顎を持っていた。シュヴウイアにはプロキネシス（prokinesis）、つまり脳函と独立に上顎を曲げれる、非鳥類獣脚類の中でも珍しい頭骨の能力がある。
シュヴウイアの後肢は長く、細く、つま先が短く、優れた走行能力があったことがうかがえる。しかし、前肢は異常に短く、力強い構造をしていた。もともと、シュヴウイアは他のアルヴァレスサウルス科の属のように1本指の前肢を持つと考えられていたが、新しく見つかった標本では、最初の標本から知られている大きく伸びた親指以外に縮小した第二及び第三の指の存在が確認された。シュヴウイアは他のアルヴァレスサウルス科のように前肢を使って昆虫の巣を掘り起こし、細く特異な顎を使って捕食したとみられる。シュヴウイアの化石の発見により獣脚類の原始的な形質である尾椎が35個以上あることと、前肢に3本の指があることがモノニクス類として初めて明らかになり、モノニクス類が鳥類ではなく獣脚類と考えられるようになった。
シュヴウイアの化石はモンゴル国ウムヌゴビ県にあるウハトルゴト (Ukhaa Tolgod)とツグリキンシレ (Tögrögiin Shiree)のジャドフタ層から記載された。これらの場所はカンパニアン後期、7500万年前の地層と考えられ、ヴェロキラプトルやプロトケラトプスと同時代である。

### 羽毛
シュヴウイアのタイプ標本では、現代の鳥の羽の羽軸に似た小さな中空のチューブ状の構造物に囲まれて発見された。これらの構造物は非常に劣化し保存状態が悪かったが、生化学分析を行った結果β-ケラチンタンパクの分解物を含み、α-ケラチンの分解物は含んでいないことが分かった。β-ケラチンは爬虫類と鳥類のすべての外皮（皮膚と羽）の細胞で発見されているが、鳥の羽だけはα-ケラチンが全く存在しない。これらの知見はつまりシュヴウイアは保存状態はよくなかったものの羽毛に覆われていた可能性が高いことを示す。

## 大衆文化でのシュヴウイア
シュヴウイアはディスカバリーチャンネルのテレビ番組シリーズ『ダイナソー・プラネット』の最初のエピソードで取り上げられている。作中では、ヴェロキラプトルに追い詰められ、結局オヴィラプトルに食べられてしまう。